# بدرخان پاشا
بدرخان بیگ (به کردی: بەدرخان بەگ، Bedirxan Beg) یا بدرخان پاشا، از رهبران سیاسی کُرد و آخرین پادشاه امارت بوتان بود.
بدرخان پاشا رئیس موروثی خاندان روژاکی بود که مقر آنان قلعه باستانی بتلیس بوده و از نوادگان شرف‌خان بدلیسی بود، در جزیره (که اکنون در ترکیه قرار دارد) از خانواده عزیزان متولد شد.او در سال ۱۸۲۱ به‌ عنوان امیر امارت بوتان منصوب شد و تا سال ۱۸۴۷ حکومت کرد.بدرخان‌ها همچنین ادعا می‌کردند که از نسل خالد بن ولید، سردار محمد هستند. او در دوره امپراتوری عثمانی پرچم استقلال کردها را برافراشت و نخستین کسی است که به منازعه میان کردها و عثمانی صبغهٔ قومی بخشید و خواستار تشکیل دولت کردی شد. وی قصد پادشاهی کردن بر کردستان را داشت و توانست با متحد کردن بسیاری از قبایل و طوایف کرد بر تمامی مناطق کردنشین عثمانی مسلط گردد و به نام خود سکه ضرب کند و خطبه بخواند. ارتش او ترکیبی از نیروهای طوایف کُرد، آشوری، ارمنی و عرب بودند. او در دهه ۴۰ سده ۱۹ میلادی، پس از شورش نسطوریان در زادگاهش، به جنگ با آشوریان مشغول شد.

## اوایل زندگی
او فرزند عبدالله بیگ بود و پس از آنکه پسرعمویش سیف‌الدین (که پس از مرگ عبدالله بیگ جانشین او شد) نتوانست منطقه را آرام کند و برادرش سعید بیگ که بیش از حد مذهبی بود، رهبری را به بدرخان واگذار کرد و او حاکم بوتان شد.در طول اولین دوره حکومت خود، بدرخان به زودی یک کنترل منطقه‌ای به اندازه کافی قوی ایجاد کرد که به او اجازه داد در طول جنگ روسیه و ترکیه بین سال‌های ۱۸۲۸ و ۱۸۲۹ از حمایت عثمانی خودداری کند.او موفق شد مناطق جنگ‌زده تحت کنترل خود را توسعه دهد و طی چند سال، جمعیت منطقه تحت کنترل او به طور قابل توجهی افزایش یافت.موفقیت او به حدی بود که دیپلمات‌های اروپایی از منطقه به دولت‌های خود درمورد توانایی بدرخان در ارائه استاندارد اقتصادی و امنیت خوب به پیروانش، در مقایسه با سایر مناطق همسایه، گزارش دادند.بدرخان به امنیتی که برای منطقه به ارمغان آورده بود افتخار می‌کرد زیرا تحت رهبری او، راهزنی از بین رفته بود و کاروان‌ها می‌توانستند با امنیت از قلمرو او عبور کنند.در سال ۱۸۳۶، عثمانی‌ها به او حمله کردند و او را شکست دادند و بدرخان سوگند وفاداری خود را با آنها تجدید کرد.در سال ۱۸۳۸، رشید پاشای عثمانی جزیره را فتح کردو بدرخان به دلیل سیاست‌های مرکزگرایانه عثمانی شروع به از دست دادن قدرت خود کرد. پس از نبرد نیزیپ در سال ۱۸۳۹، که در آن بدرخان از طرف عثمانی شرکت داشت،او به عنوان حاکم مسلط کُرد در کردستان مرکزی ظهور کرد.بدرخان مالیات‌ها را افزایش داد، سکه‌های خود را ضرب کرد و سیستم قضایی را سازماندهی کرد.امنیت در بوتان به او چنان محبوبیتی در بین ساکنانش بخشید که بسیاری از خانواده‌های مناطق همسایه در امارت بوتان ساکن شدند.این امر منجر به اختلاف با والی موصل شد که در سال ۱۸۴۲ می‌خواست منطقه جزیره را به استان موصل ملحق کند، هدفی که مردم جزیره با آن موافق نبودند.تا سال ۱۸۴۵، بدرخان پاشا بر منطقه‌ای از دیاربکر تا موصل در غرب و ارومیه در شرق حکومت می‌کرد.از آنجا که مشخص بود او با ایجاد شبه‌نظامیان بین‌ قبیله‌ای متشکل از سربازان چندین قبیله، نوسازی نیرو‌های خود را برنامه‌ریزی کرده بود و خطبه‌های جمعه به نام او خوانده می‌شد، دولت مرکزی عثمانی تصمیم گرفت به جنبش استقلال‌طلبانه نوظهور بدرخان پایان دهد.

## اتحاد سه‌گانه
پس از نبرد نیزیپ، بدرخان در سال ۱۸۴۰ با هان محمود از موکوس و نورالله بیگ از حکاری متحد شد و اتحاد سه‌گانه تشکیل داد.هنگامی که عثمانی‌ها تصمیم گرفتند جزیره را از دیاربکر جدا کرده و آن را به ایالت موصل ملحق کنند، بدرخان با این تصمیم مخالفت کرد و حاضر به تسلیم شدن در برابر والی موصل نشد.در همین حال، هان محمود از موکوس تلاش ناموفقی برای فتح منطقه اطراف بدلیس انجام داد. اتحاد سه‌گانه با جمعیت آشوریان مسیحی درگیر شد و در سال‌های ۱۸۴۳ و ۱۸۴۶ قتل عام‌هایی را در میان آنها مرتکب شد. این درگیری زمانی آغاز شد که نسطوریان در منطقه بین ارومیه، موصل و حکاری تصمیم گرفتند از پرداخت مالیات تعیین شده به امیران حکاری در سال ۱۸۴۱ خودداری کنند. پس از آنکه نورالله بیگ تلاش ناموفقی برای مطیع کردن نسطوریان به رهبری مارشیمون هفدهم انجام داد، از بدرخان بیگ درخواست کمک کرد. در سال ۱۸۴۳ بدرخان پاشا مقاومت آنها را شکست و مارشیمون به موصل پناه برد. همچنین در سال ۱۸۴۴ در کوه‌های طور عبدین ایزدی‌ها مورد حمله بدرخان قرار گرفتند،هدف بدرخان مجبور کردن ایزدی‌ها به گرویدن به اسلام بود.
فشار قدرت‌های اروپایی برای متوقف کردن قتل‌عام مسیحیان منجر به حمله نیروهای عثمانی به سرزمین‌های او در ساله‌های ۱۸۴۶-۱۸۴۷ شد. نیروی ۱۲۰۰۰ نفری عثمانی به فرماندهی عمر پاشا، که توسط قبایل ایزدی انتقام‌جو پشتیبانی می‌شد، ارتش او را در نزدیکی زیتون، جزیره شکست دادند. در آغاز درگیری، او توانست عثمانی‌ها را شکست دهد، اما به‌عنوان یکی از فرماندهان مهم نیروهایش، به عثمانی‌ها پیویست و مجبور شد به قلعه اورو فرار کند، جایی که هشت ماه محاصره را تحمل کرد. بدرخان در ۴ ژوئیه ۱۸۴۷ مجبور شد در اروخ تسلیم عثمانی‌ها شود. در همان روز، هان محمود نیز در تاتوان شکست خورد. بدرخان توسط یزدانشیر، یکی از بستگان دور و فرمانده عالی رتبه نیروهایش که در ازای وعده مقامی در دولت به ارتش عثمانی پیوسته بود، مورد خیانت قرار گرفت. یزدانشیر برای مدت کوتاهی به عنوان حاکم جزیره منصوب شد.

## تبعید در کرت
پس از آنکه امیدهای بدرخان مبنی بر اجازه اقامت در قسطنطنیه محقق نشد، او و همراهانش به کرت، که در آن زمان تحت حکومت امپراتوری عثمانی بود فرستاده شدند. در سال ۱۸۵۳ او دو بار درخواست بازگشت به استانبول را داد اما درخواست‌‌هایش رد شد. در سال ۱۸۵۵ او مزرعه‌ای را در خارج از کرت خریداری کرد که آن را «کابیل هورا» نامید. از آنجایی که در سال ۱۸۵۶ زلزله شدیدی در کرت رخ داد، او به دلیل تخریب دارایی‌هایش با مشکل مالی روبرو شد. حقوق او که هنوز از عثمانی دریافت می‌کرد تنها ۷۰۰۰ گوروش بود. پس از آنکه بدرخان موفق به حل اختلافات بین مسیحیان و مسلمانان در جزیره شد، اوضاع بهتر شد. در سپتامبر ۱۸۵۷، سلطان عبدالمجید رویکرد خود را نسبت به بدرخان تغییر داد، حقوق او را دوبرابر کرد و به ۴۳ نفر از پیروانش اجازه بازگشت به کردستان را داد، با این وجود بدرخان تصمیم گرفت در کرت بماند.

## همچنین ببینید
- کشتارهای بدرخان